# La Caine
Caine – miejscowość i gmina we Francji, w regionie Normandia, w departamencie Calvados.
Według danych na rok 1990 gminę zamieszkiwało 97 osób, a gęstość zaludnienia wynosiła 40 osób/km² (wśród 1815 gmin Dolnej Normandii Caine plasuje się na 789. miejscu pod względem liczby ludności, natomiast pod względem powierzchni na miejscu 1075.).